# Munkfors kraftverk

Bild från bygget av kraftverket 1925-1930

Munkfors kraftverk är ett kraftverk i Klarälven, vid Munkfors. Den installerade effekten är 33 MW och kraftverket producerar årligen cirka 179 GWh elektricitet. Kraftverket byggdes genom nödhjälpsarbete under åren 1925-1930 och togs i drift 1931. Fallhöjden är 17 meter.